# Queens Plaza Park
Queens Plaza Park, también conocido como Sven, es un edificio residencial en construcción en 29-27 Queens Plaza North en el vecindario Long Island City de Queens, de la ciudad de Nueva York (Estados Unidos). Con 230 m de altura, Queens Plaza Park es el segundo edificio más alto de Queens detrás de Skyline Tower, así como uno de los edificios más altos de Nueva York fuera de Manhattan.
Fue uno de varios edificios que se planificaron en Queens Plaza tras una rezonificación de 2001. Queens Plaza Park se planeó primero como un hotel, luego como un condominio y finalmente como un rascacielos superalto de 283 m antes de que se finalizaran los planes en 2016. La estructura se completó en junio de 2020.
El desarrollo incorporará el Chase Manhattan Bank Building, una torre de reloj de 14 pisos y un edificio de oficinas erigido en 1927 como el primer rascacielos en el distrito de Queens. Diseñado por Morrell Smith para Manhattan Company (más tarde Chase Bank), fue el edificio de oficinas más alto del distrito hasta que se terminó el Citicorp Building en 1990. En 2015, fue designado monumento oficial de la ciudad por la Comisión de Preservación de Monumentos Históricos de la Ciudad de Nueva York. Luego se incorporó a los planes de diseño de Queens Plaza Park, donde estaba previsto que sirviera como base comercial.

## Descripción
Queens Plaza Park está ubicado en 29-27 Queens Plaza North. Ocupa una parcela trapezoidal delimitada por 41st Avenue al oeste, Queens Plaza North (también 41st Avenue) al sur, Northern Boulevard al este y 40th Drive al norte. La torre residencial principal mide 216,4 m alto. Cuando se complete en 2021, la torre será el segundo edificio más alto de Queens después de Skyline Tower. En la base de Queens Plaza Park, habría tiendas en el Chase Manhattan Bank Building, una torre de oficinas de 14 pisos y una torre de reloj descrito como "el primer rascacielos de Queens". El componente residencial de Queens Plaza Park originalmente estaba programado para ser el edificio más alto de Queens, aunque Skyline Tower sería más alto si se completara primero.
El proyecto se llama oficialmente Sven por su desarrollador, The Durst Organization, un nombre que parece haber estado en uso desde al menos finales de 2019.

### Rascacielos residencial
El nuevo desarrollo constará de 958 apartamentos de alquiler, 300 de los cuales serán asequibles. Las comodidades incluirán una piscina al aire libre, una piscina con un gimnasio de 1858 m² , biblioteca privada para residentes, espacio de co-working, sala de juegos para niños y cocina de demostración. Adyacente a la torre, un 0,2 ha el parque público se ubicará en la base. Toda la fachada está hecha de vidrio. La fachada sur cóncava, frente a Queens Plaza, se curva hacia adentro. Los interiores de las residencias serán diseñados por Selldorf Architects. El diseño exterior cóncavo del edificio de Handel Architects ha generado comparaciones con el 20 Fenchurch Street de Londres.

### Chase Manhattan Bank Building

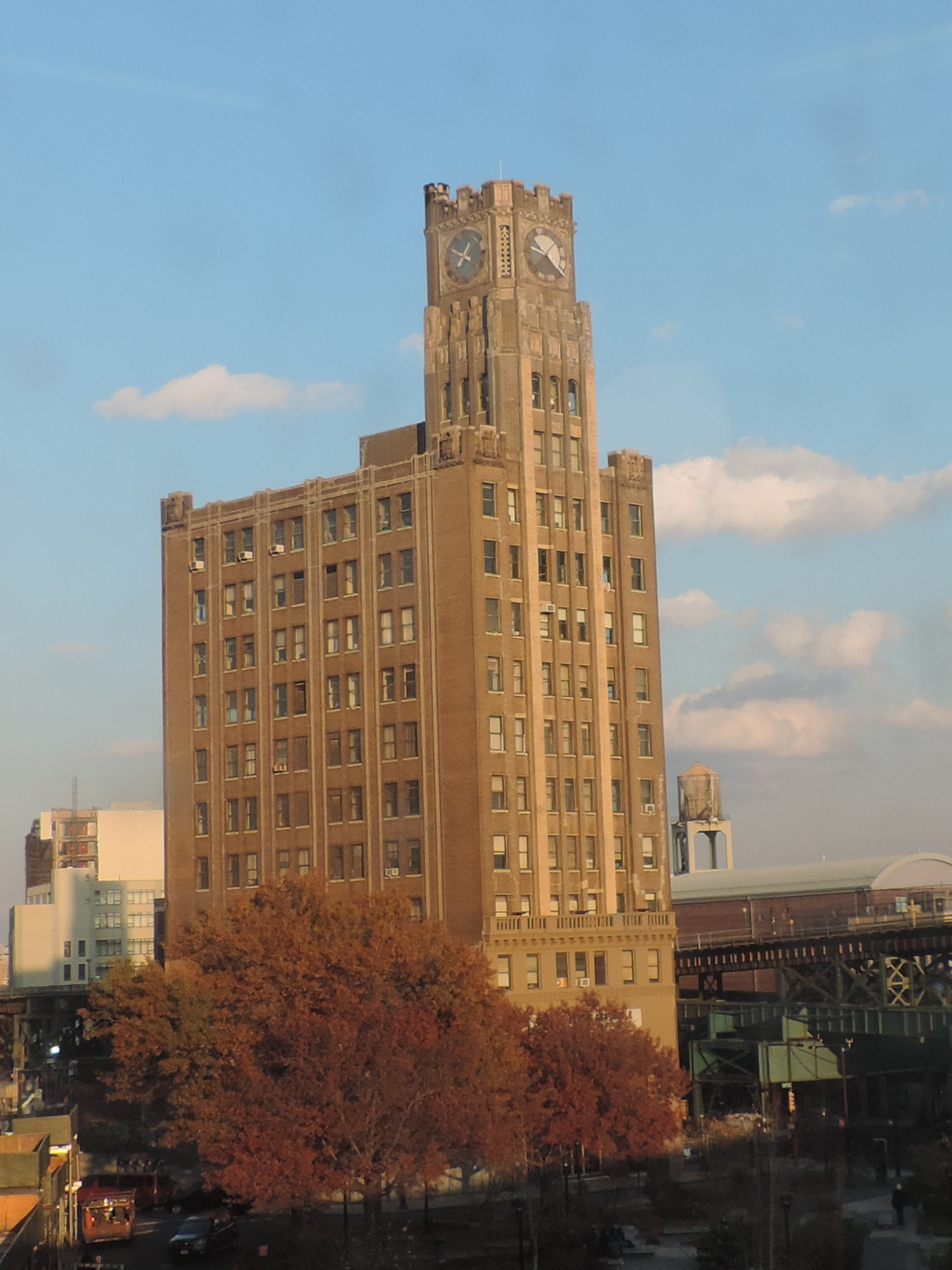
Queens Clock Tower

Chase Manhattan Bank Building, también conocido como Queens Clock Tower y Bank of the Manhattan Company Building, está ubicado en el extremo sur de la parcela que tiene Queens Plaza Park. Tiene 11 pisos de oficinas, así como una torre de reloj de 3 pisos. Fue diseñado por Morrell Smith, quien también había diseñado otras sucursales de Manhattan Company, y hasta 1990, fue el edificio comercial más alto de Queens. Fue designado como un hito oficial de la ciudad en 2015. Como parte de la construcción de Queens Plaza Park, el antiguo Chase Manhattan Bank Building se convertirá en la base comercial del desarrollo residencial, con más de 4645 m² de espacio comercial.
Tiene una fachada de ladrillo pulido y piedra caliza de Indiana. Está organizado en secciones de "base, fuste y capitel ", similares a las partes de una columna. La base está hecha de piedra caliza y originalmente incluía una sala bancaria. La fachada sur, que daba a Queens Plaza, incluía tres tramos arquitectónicas verticales, cada una de las cuales contenía ventanas bajo un relieve. El pórtico de entrada, hecho de mampostería, estaba rematado por un entablamento de estilo neogótico con una representación de Oceanus, un dios griego que también se utilizó como icono de la Compañía de Manhattan, así como un travesaño acristalado. Un letrero de metal con el nombre del banco estaba ubicado sobre el primer piso. Posteriormente, estos fueron reemplazados por una pared de vidrio utilitaria de doble altura. En el interior había un vestíbulo de ascensores, donde había acceso a los ascensores que daban servicio a los pisos superiores. También había una bóveda de un banco en el sótano.
En los pisos superiores, la fachada sur se divide en tres tramos verticales, con ladrillos de color beige que se destacan contra la fachada de ladrillos marrones. Esta fachada tiene una disposición de ventanas 2-3-2, con tres ventanas en el vano central y dos ventanas en cada uno de los vanos exteriores. La torre del reloj, descrita antes de su construcción como un hito fácilmente visible desde otros distritos, continúa sobre la tramo central. Tiene relojes en las cuatro caras, cada uno con números romanos. Esto convirtió al Chase Manhattan Bank Building en el segundo edificio en Queens Plaza en tener una torre de reloj, siendo el primero el adyacente Brewster Building en 1911. Los relojes son relojes Telechron sin cuerda agregados por Electime Company, con sede en Brooklyn. Sobre la marca "XII" en cada cara había relieves de piedra fundida de estilo neogótico. Otras características de la torre incluyen tallas de gárgolas, así como una "torre almenada, ventanas de cobre y escudos de granito". Adyacente a la torre, anteriormente había un letrero en la azotea, que miraba hacia el este y anunciaba la Compañía de Manhattan.

## Historia

### Edificio bancario
El área de Queens Plaza se construyó para dar cabida a la conexión del puente de Queensboro con Queens Boulevard, que se inauguró en 1909. La plaza pronto experimentó un aumento en el desarrollo inmobiliario. La estación Queensboro Plaza, un gran centro de metro de dos niveles, se inauguró en 1916-1917, lo que trajo aún más desarrollo al área. Queens Plaza llegó a caracterizarse como un "nuevo centro de la ciudad", reemplazando a la sección Hunters Point de Long Island City en ese sentido. : 138 Desde la década de 1920 hasta la Segunda Guerra Mundial, Queens Plaza sirvió como ubicación para muchas fábricas y almacenes, algunos de los cuales luego se convirtieron en edificios de oficinas, así como un centro financiero con varios bancos. The Manhattan Company fue uno de los bancos que se trasladó a Queens Plaza. Formado en 1799, se basó originalmente en 40 Wall Street en Manhattan (luego ocupado por un rascacielos en el mismo sitio). La expansión de Manhattan Company en Queens comenzó en 1910 con la compra de una participación minoritaria en el Bank of Long Island, seguido diez años más tarde por la fusión de las dos empresas. En el momento de la fusión, Manhattan Company tenía 13 ubicaciones en Queens, incluido el 5 Skillman Place de dos pisos, que más tarde se convirtió en el sitio del Bank of the Manhattan Company Building.
La compañía elaboró planos para un nuevo edificio de oficinas y banco en 29-27 Queens Plaza North y los presentó a la Oficina de Edificios de Queens en 1924. Estos planes, anunciados en octubre de 1925, requerían una estructura de 14 pisos, que comprendía 11 pisos de oficinas y una torre de reloj de 3 pisos en la parte superior. Cuando se anunciaron los planes, The New York Times dijo que el edificio se construiría sobre un lote de 18,3 por 30,5 m, mientras que el Brooklyn Daily Eagle dijo que el lote tenía 15,2 por 22,9 m Según el atlas Belcher-Hyde de 1928, el lote se amplió posteriormente a 15,2 por 33,5 m, con un anexo posterior de una sola planta. Fue construido por Charles T. Wills, Inc., y terminó a un costo de 1 millón de dólares.
Cuando se completó en mayo de 1927, el edificio en 29-27 Queens Plaza North fue apodado "el primer rascacielos en Queens". Hasta la finalización de One Court Square en 1990, 29-27 Queens Plaza North era el edificio comercial más alto de Queens. Sin embargo, el edificio de oficinas de Realty Construction Corporation, una cuadra al norte, tenía más pisos de oficinas cuando se completó en 1928. The Manhattan Company tenía bóvedas de banco en el sótano de 29-27 Queens Plaza North, y también ocupaba la planta baja y el entrepiso dentro de la base. En el momento de la finalización, tenía la mayor cantidad de espacio para oficinas de Queens, pero también estaba ocupado en un 85%; muchos de los inquilinos no habían hecho negocios anteriormente en Queens. En una ceremonia de 1928, la Cámara de Comercio de Queensboro reconoció al Manhattan Building como el mejor edificio de Queens.
Se construyó un anexo trasero, de entre uno y dos pisos, en dos secciones: un 3 m porción al norte, terminada en 1928, y una extensión 6 m al norte por 5 m este, terminado en 1931 o 1933. Después del cambio de marca de Manhattan Company a Chase Manhattan, el adorno original se eliminó de la base de la estructura y se agregó una fachada de vidrio a mediados de la década de 1960. La sucursal funcionó hasta 1984 y se vendió cuatro años después; el letrero de la azotea fue retirado en 2004. Permaneció abandonado desde el cierre del banco hasta 2012, cuando las bóvedas y la torre del reloj se utilizaron temporalmente para el arte específico del sitio. Durante nueve meses entre 2013 y 2014, el Centro de Artes Holográficas ocupó el edificio.

### Construcción del Queens Plaza Park

#### Planes iniciales

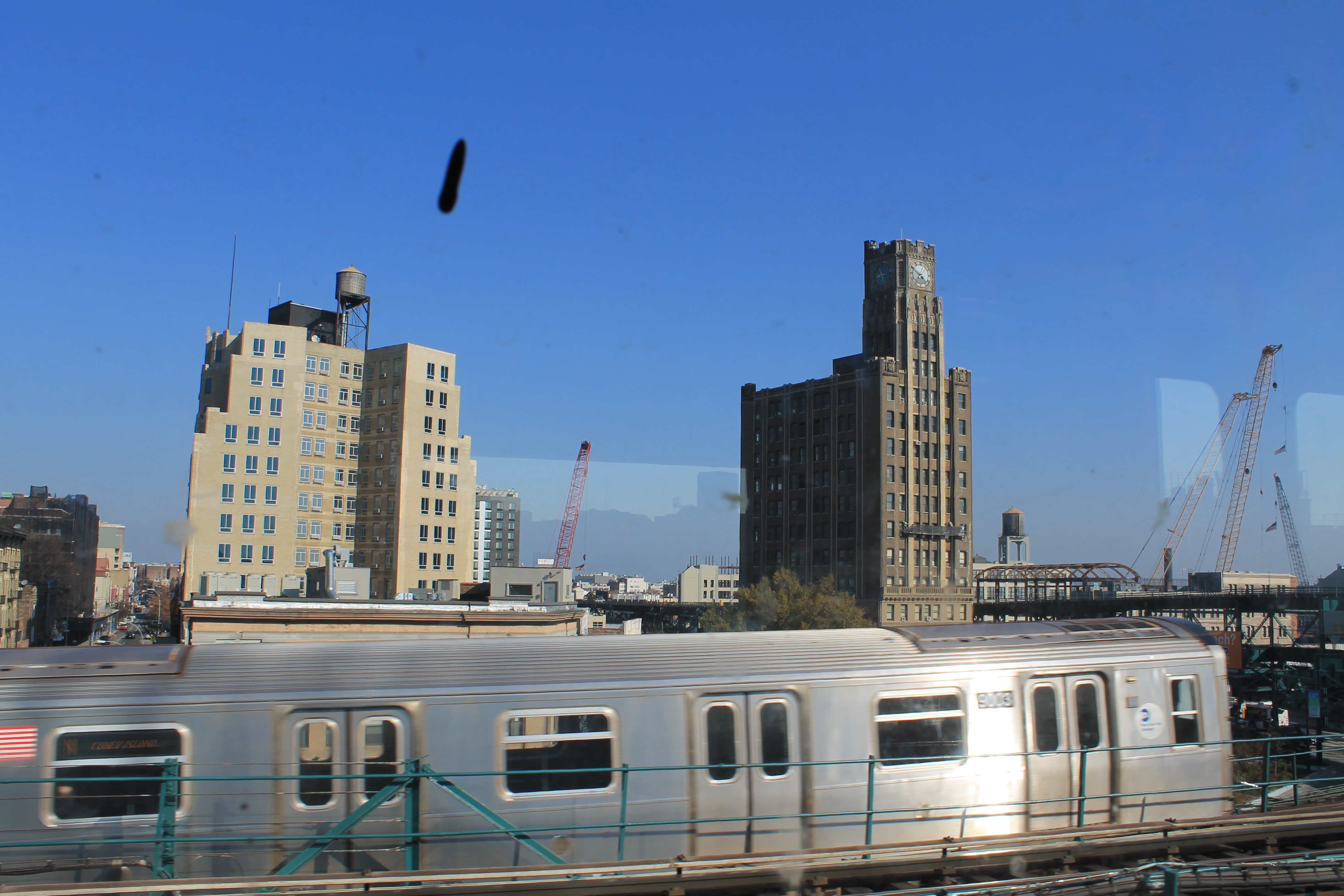
Sitio de Queens Plaza Park (derecha), visto desde un tren subterráneo

Como parte de una rezonificación de 2001, gran parte de Long Island City se rezonificó para permitir el desarrollo residencial de gran altura. El sitio del Chase Manhattan Bank Building se planeó originalmente para tener un hotel de 16 pisos, pero la recesión económica provocó la quiebra de los desarrolladores. Steve Cheung luego compró la ubicación por 8,3 millones de dólares, con la intención de construir una torre de condominios de 30 pisos. El nuevo edificio estaba programado para ser el primer rascacielos superalto en Nueva York fuera de Manhattan. Este habría sido residencial, dividido entre alquileres y condominios. Habría abarcado 83 613 m² y tienen 800 unidades.
En medio de rumores de desarrollo, los conservacionistas presionaron para que el Bank of the Manhattan Company Building fuera un hito oficial. En 2014, Property Markets Group y Hakim Organization compraron el edificio de la torre del reloj de Cheung por 30 millones de dólares y el terreno circundante por 46,3 millones de dólares, lo que aumentó los temores de que pudiera ser demolido.
En marzo de 2015, PMG y Hakim planearon un 283 m, torre de 77 pisos en la manzana que rodea al banco. Esta altura fue posible gracias a la transferencia de los derechos aéreos no utilizados del proyecto de túnel East Side Access de la Autoridad de Transporte Metropolitano, que corría justo debajo del desarrollo propuesto. En el momento de la propuesta, el terreno para el desarrollo era en su mayoría propiedad de la ciudad y varias agencias gubernamentales. La MTA vendió el terreno sobre el túnel East Side Access a PMG y Hakim en marzo de 2015. Los derechos aéreos no utilizados también se tomaron del Chase Manhattan Bank Building, en la parte sur del sitio. Sin tales derechos de aire, la altura del nuevo desarrollo tendría un tope de 38 pisos, ya que el tamaño propuesto era cuatro veces mayor que lo permitido según las restricciones de zonificación y altura del área. En mayo de 2015, la Comisión de Preservación de Monumentos Históricos de la Ciudad de Nueva York votó por unanimidad para designar el edificio original de 11 pisos y la torre del reloj como monumentos de la ciudad.

#### Planos revisados y construcción
En 2016, la Organización Durst compró el sitio por 175 millones de dólares de PMG con la intención de desarrollar una torre residencial. Kevin Maloney y Kamran Hakim, quienes dirigieron respectivamente PMG y Hakim Organization, afirmaron que no "tenían la potencia" para terminar el proyecto; según The New York Times, Maloney tenía un préstamo de adquisición casi vencido en el edificio Chase y no podía obtener un préstamo de construcción para el resto del proyecto sin capital. Durst retuvo el nombre de Queens Plaza Park incluso después de que se completó la compra. En abril de 2018 se anunció un diseño reducido, que requería una torre de 216 m de altura con 63 pisos. La nueva torre residencial se curvaría alrededor del edificio del banco preexistente en su base.
Los cimientos se completaron en diciembre de 2018. La construcción de los cimientos fue difícil debido a la necesidad de trabajar alrededor del Chase Manhattan Bank Building. Más tarde ese mismo mes, el desarrollo recibió un préstamo de construcción de 360 millones de dólares de M&T Bank. El trabajo en la fachada curva comenzó en octubre de 2019, y dos meses después se informó que el proyecto estaba a mitad de camino. Los desarrolladores también planearon restaurar los cuatro relojes en el Chase Manhattan Bank Building, un proyecto que se esperaba que se completara a fines de 2020. La torre residencial alcanzó su punto máximo durante junio de 2020.